# Hail, Columbia

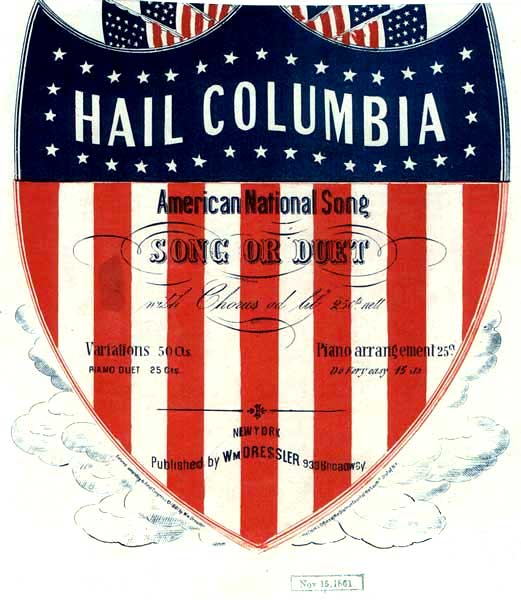
Portada de 1861 para la partitura de "Hail, Columbia".

"Hail, Columbia" es una canción patriótica estadounidense y una marcha ceremonial de entrada del vicepresidente de los Estados Unidos. Originalmente se consideró uno de los himnos nacionales no oficiales de los Estados Unidos hasta 1931, cuando "The Star-Spangled Banner" fue nombrado himno nacional oficial. Columbia es el nombre de la personificación nacional de los Estados Unidos que se originó durante el siglo XVIII.

## Historia
La música fue compuesta por Philip Phile en 1789 para la primera toma de posesión de George Washington y se tituló "The President's March". Se convirtió en la canción "Hail, Columbia" cuando se arregló con letra de Joseph Hopkinson en 1798. La canción ganó popularidad durante el Caso XYZ y la subsiguiente Cuasi-Guerra con Francia. La canción se usó en los Estados Unidos como un himno nacional de facto durante todo el siglo XIX. Sin embargo, la canción perdió popularidad después de la Primera Guerra Mundial hasta que fue reemplazada por "The Star-Spangled Banner" en 1931.
Fue el himno personal del presidente, hasta que fue reemplazado por la canción "Hail to the Chief ", y ahora es el himno oficial y personal del vicepresidente. El canto siempre va precedido de cuatro volantes y florituras al presentar al vicepresidente. También se ha utilizado como marcha lenta durante las ceremonias militares, a menudo mientras la banda contramarcha.

## Letra
| Texto en inglés |
| --- |
| 1. Hail Columbia, happy land! Hail, ye heroes, heav’n-born band, Who fought and bled in freedom’s cause, And when the storm of war was gone Enjoy’d the peace your valor won. Let independence be our boast, Ever mindful what it cost; Ever grateful for the prize, Let its altar reach the skies. Coro Firm, united let us be, Rallying round our liberty, As a band of brothers joined, Peace and safety we shall find. 2. Immortal patriots, rise once more, Defend your rights, defend your shore! Let no rude foe, with impious hand, Invade the shrine where sacred lies Of toil and blood, the well-earned prize, While off’ring peace, sincere and just, In Heaven’s we place a manly trust, That truth and justice will prevail, And every scheme of bondage fail. Coro Firm, united let us be, Rallying round our liberty, As a band of brothers joined, Peace and safety we shall find. 3. Behold the chief who now commands, Once more to serve his country stands. The rock on which the storm will break, But armed in virtue, firm, and true, His hopes are fixed on Heav’n and you. When hope was sinking in dismay, When glooms obscured Columbia’s day, His steady mind, from changes free, Resolved on death or liberty. Coro Firm, united let us be, Rallying round our liberty, As a band of brothers joined, Peace and safety we shall find. 4. Sound, sound the trump of fame, Let Washington’s great fame Ring through the world with loud applause, Let ev’ry clime to freedom dear, Listen with a joyful ear, With equal skill, with God-like pow’r He governs in the fearful hour Of horrid war, or guides with ease The happier time of honest peace. Coro Firm, united let us be, Rallying round our liberty, As a band of brothers joined, Peace and safety we shall find. |